# Kungsträdgården

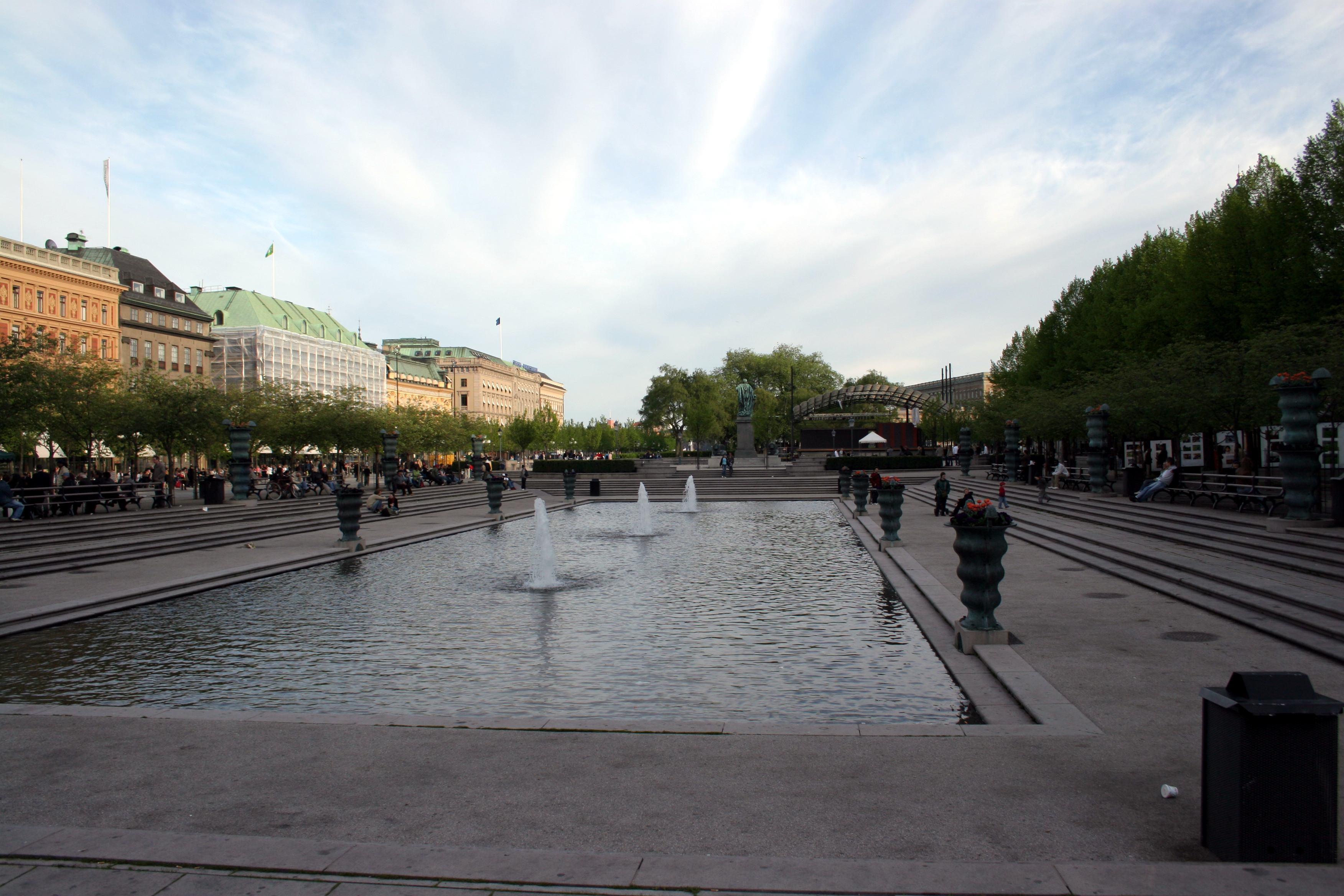
Kungsträdgården in 2005

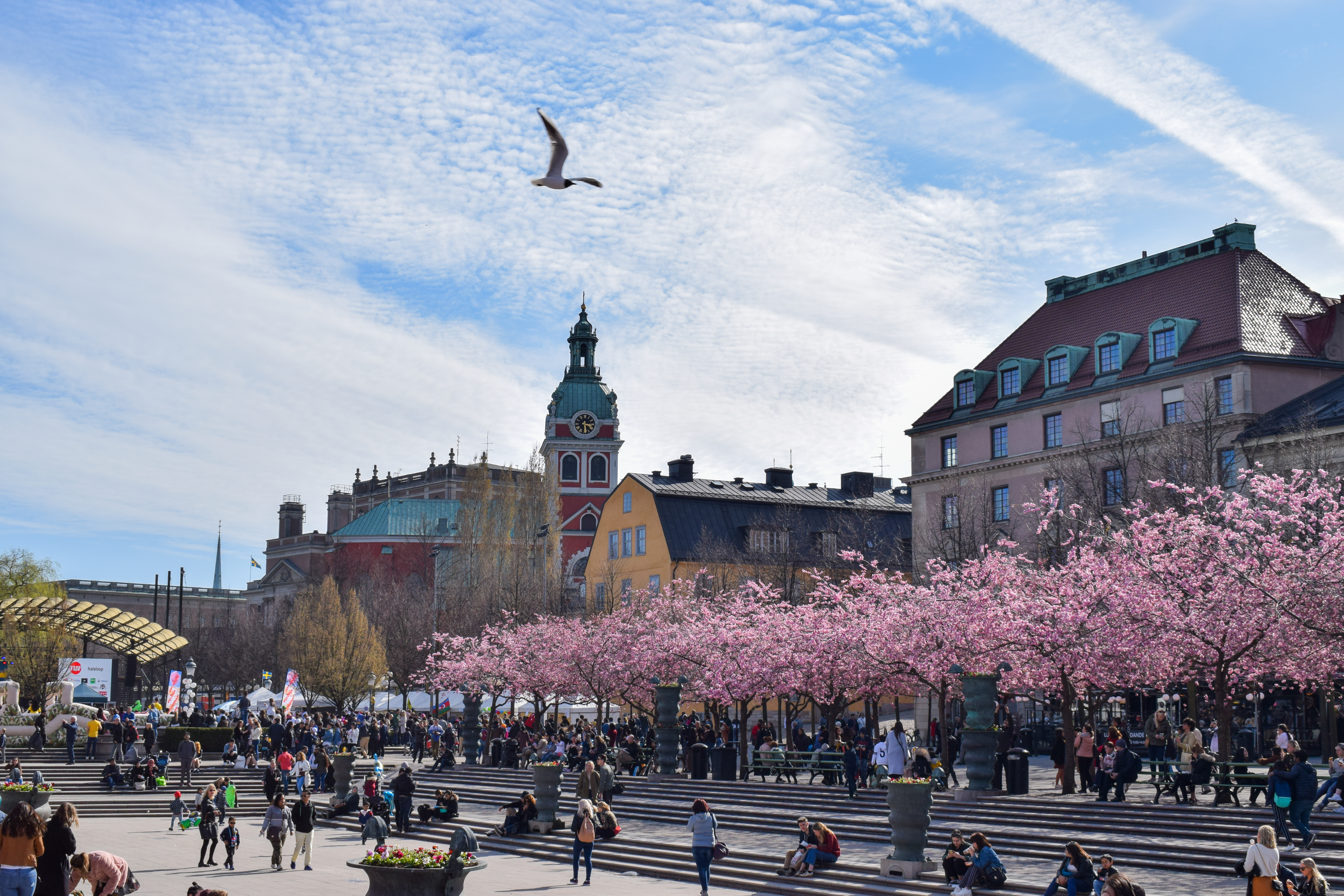

Kungsträdgården (Zweeds voor: Koningstuin) in het stadsdeel Norrmalm van de Zweedse hoofdstad Stockholm werd in de 15e eeuw aangelegd als koninklijke moestuin en is nu een bekend park, gelegen aan de overkant van het water bij het Koninklijk paleis. Tegenwoordig is het een populaire ontmoetingsplek voor mensen in Stockholm vooral doordat het in het midden van het centrum ligt. In de zomer worden er vaak optredens gehouden en in de winter ligt er een ijsbaan. Daarom wordt het park ook weleens "de woonkamer van de stad" genoemd.
- In de volksmond wordt het park ook wel Kungsan genoemd.
- Onder het park ligt het metrostation Kungsträdgården.